# Jean-Paul van Poppel
Jean-Paul van Poppel, född den 30 september 1962 i Tilburg är en nederländsk tidigare landsvägscyklist som var professionell från 1985 till 1995. Han var en av Nederländernas genom tiderna bästa spurtare och vann framförallt spurtetapper i de stora etapploppen – så tog han etappsegrar i alla tre Grand Tours, sammanlagt 22 gånger, och därtill vann han poängtävlingen i Tour de France 1987 (den bästa totalplacering han nådde på sina 15 starter i Grand Tours, varav han fullföljde 11, var dock en nittiosjundeplats i Vuelta a España 1994). I endagsloppen märks främst hans båda segrar i Scheldeprijs (som är nästan helt platt och vanligen avgörs i en masspurt) 1986 och 1988.
Efter karriären har van Poppel fortsatt som sportdirektör för olika lag. Hans båda söner Boy och Danny van Poppel blev också de professionella cyklister.

## Meriter
| 1985 Vinnare av etapp 3a i Ronde van België Vinnare av etapp 5 i Tour de l'Avenir Vinnare av etapp 6a i Danmark Rundt Vinnare av etapp 1 i Tour de l'Oise 3:a totalt i Étoile des Espoirs 1986 Vinnare av Scheldeprijs Vinnare av etapperna 2 och 13 i Giro d'Italia Vinnare av etapp 4 i Tirreno–Adriatico Vinnare av etapp 5 i Ronde van Nederland Vinnare av etapp 5a i Danmark Rundt 1987 Tour de France Vinnare av poängtävlingen Vinnare av etapperna 8 och 17 Vinnare av etapperna 1 och 5 i Dunkerques fyradagars Vinnare av etapp 3 i Ronde van Nederland Vinnare av etapp 1 i Vuelta a Aragón Vinnare av etapp 3 i Danmark Rundt Vinnare av etapperna 5, 6a och 7 i Postgirot Open 2:a i Scheldeprijs 2:a i Ronde van Limburg 2:a i Veenendaal–Veenendaal 6:a i Paris–Bryssel 1988 Vinnare av Scheldeprijs Vinnare av etapperna 3, 10, 17 och 22 i Tour de France Vinnare av etapperna 4a, 4b och 6a i Herald Sun Tour Vinnare av etapp 2 i Tour de l'Oise Vinnare av etapp 6 i Postgirot Open 1989 Vinnare av Veenendaal–Veenendaal Vinnare av Omloop van de Westkust Vinnare av Omloop van de Drie Zustersteden Vinnare av etapperna 1 och 15a i Giro d'Italia Vinnare av etapp 3 i Volta a Catalunya Vinnare av etapp 5 i Dunkerques fyradagars Vinnare av etapperna 2a och 3 i Ronde van Nederland 4:a i Grand Prix de la Libération | 1990 Vinnare av etapperna 4 och 8 i Dunkerques fyradagars 1991 Vinnare av etapp 7 i Tour de France Vinnare av etapperna 6, 9, 13 och 21 i Vuelta a España Vinnar av etapp 4 i Paris–Nice Vinnare av etapp 2 i Critérium du Dauphiné libéré Vinnare av etapperna 3, 5 och 7 i Vuelta a Aragón 1992 Vinnare av etapp 10 i Tour de France Vinnare av etapp 3 i Vuelta a España Vinnare av Ronde des Pyrénées Méditerranéennes Vinnare av etapperna 1 och 4 i Vuelta a Murcia Vinnare av etapp 8 i Tour Méditerranéen 4:a i Gent–Wevelgem 1993 Vinnare av etapperna 4 och 8 i Vuelta a España Vinnare av etapp 2 i Volta a Catalunya Vinnare av etapperna 1 och 4 i Étoile de Bessèges Vinnare av etapp 1a i Vuelta a Aragón Vinnare av etapp 1 i Vuelta a Murcia Vinnare av etapp 4 i Route du Sud 1994 Vinnare totalt av Étoile de Bessèges Vinnare av etapp 2 Vinnare av etapp 2 i Tour de France Vinnare av etapp 9 i Vuelta a España Vinnare av etapp 4a i GP du Midi-Libre 1995 5:a i Grand Prix d'Ouverture La Marseillaise |